# Falsamblesthis
Falsamblesthis is een kevergeslacht uit de familie van de boktorren (Cerambycidae). De wetenschappelijke naam van het geslacht werd voor het eerst geldig gepubliceerd in 1959 door Breuning.

## Soorten
Falsamblesthis omvat de volgende soorten:
- Falsamblesthis candicans (Gounelle, 1910)
- Falsamblesthis gracilis (Lameere, 1893)
- Falsamblesthis ibiyara Marinoni, 1978
- Falsamblesthis macilenta (Gounelle, 1910)
- Falsamblesthis microps Martins & Galileo, 1992
- Falsamblesthis pilula Galileo & Martins, 1987
- Falsamblesthis seriepilosa (Kirsch, 1889)
- Falsamblesthis taeniata (Belon, 1903)
- Falsamblesthis unguicularis (Tippmann, 1960)